# 1792년 민병대법
1792년에 제2차 미국 의회가 제정한 두 개의 민병대법(영어: Militia Acts)은 민병대의 조직을 규정하고, 미국 대통령이 임박한 침략이나 반란 시 주 민병대를 지휘할 수 있는 권한을 부여했다.
대통령의 권한은 2년 기한이었고, 1794년 위스키 반란을 진압하기 위해 발동되었다. 1795년, 의회는 만료된 1792년 법의 조항들을 반영한 1795년 민병대법을 제정했는데, 대통령의 민병대 소집 권한이 영구화된 점만 달랐다. 남북 전쟁 중에 제정된 1862년 민병대법은 원래 18세에서 45세 사이의 모든 "자유롭고 건장한 백인 남성 시민"에게 적용되었던 1792년 및 1795년 법의 징병제 조항을 개정하여 아프리카계 미국인이 민병대에서 복무할 수 있도록 허용했다. 새로운 징병 조항은 인종에 관계없이 18세에서 54세 사이의 모든 남성에게 적용되었다. 1903년 민병대법은 1795년 민병대법을 폐지하고 대체했으며, 미국 국가방위대를 미국 "조직 민병대"의 핵심 기관으로 확립했다.

## 배경
민병대법의 기원은 1665년 잉글랜드 의회가 제정한 "왕국 내 여러 카운티의 군대 명령에 관한 법률"로 거슬러 올라갈 수 있다.
1783년 4월 7일, 알렉산더 해밀턴이 이끄는 위원회가 구성되었고, 여기에는 제임스 매디슨도 포함되었다. 이 위원회는 혁명 이후 국가의 군사 평화 체제가 어떻게 되어야 하는지를 결정하기 위함이었다. 해밀턴은 6월 18일 위원회의 계획을 처음 발표했는데, 이는 1783년 펜실베이니아 반란으로 알려지게 될 사건이 발생하기 불과 이틀 전이었다. 의회가 뉴저지주 트렌턴에 재정착한 후, 위원회의 수정된 보고서는 10월 23일에 발표되었다.
당시에는 대통령이 미국 헌법에 따라 민병대를 소집할 독립적인 권한이 없으며, 미국 의회의 법적 승인이 필요하다고 이해되었다.
민병대법은 1791년 와바시 전투에서 아서 세인트 클레어 장군이 이끄는 군대가 엄청난 손실을 입은 후에 통과되었다. 이 전투에서 미국 원주민의 서부 연합군에 맞서 거의 1,000명의 미국인이 전사했다. 의회 휴회 기간 동안 인디언 군대가 승리를 악용할 것이라는 광범위한 두려움이 있었다. 세인트 클레어의 패배는 부분적으로 그의 군대의 허술한 조직과 장비 때문으로 비난받았다. 1792년 1월 8일, 제2차 개정안의 최종 필수 비준이 의회에 도달하자, 의회는 그해 5월에 민병대법을 통과시켰는데, 두 번째 법은 회기 마지막 날에 통과되었다.

## 1792년 제1차 민병대법
제1차 민병대법은 1792년 5월 2일에 통과되었으며, "미국이 침략을 받거나 외국의 국가나 인디언 부족으로부터의 침략이 임박한 위험에 처할 때마다" 각 주의 민병대를 소집할 수 있는 대통령의 권한을 규정했다. (제1조 1항)
이 법은 또한 "어떤 주에서 미국의 법률이 반대되거나 그 집행이 일반적인 사법 절차나 이 법에 따라 보안관에게 부여된 권한으로 진압하기에는 너무 강력한 결합체에 의해 방해받을 때마다" 대통령이 민병대를 연방 복무로 소집할 수 있도록 승인했다. (제1조 2항) 이 조항은 셰이즈 반란과 같은 봉기를 언급하는 것으로 보인다.
두 경우 모두 대통령의 권한은 대통령이 포고령을 통해 반군에게 "정해진 시간 내에 해산하고 평화롭게 각자의 거주지로 돌아갈 것"을 명령하는 조건부였다.
두 경우 모두 대통령의 권한은 2년 후 의회 회기 종료 시 만료되었다. 1795년 민병대법에 따라 의회는 1792년 법의 조항들을 재제정했는데, 대통령의 민병대 소집 권한이 영구화된 점만 달랐다.

## 1792년 제2차 민병대법

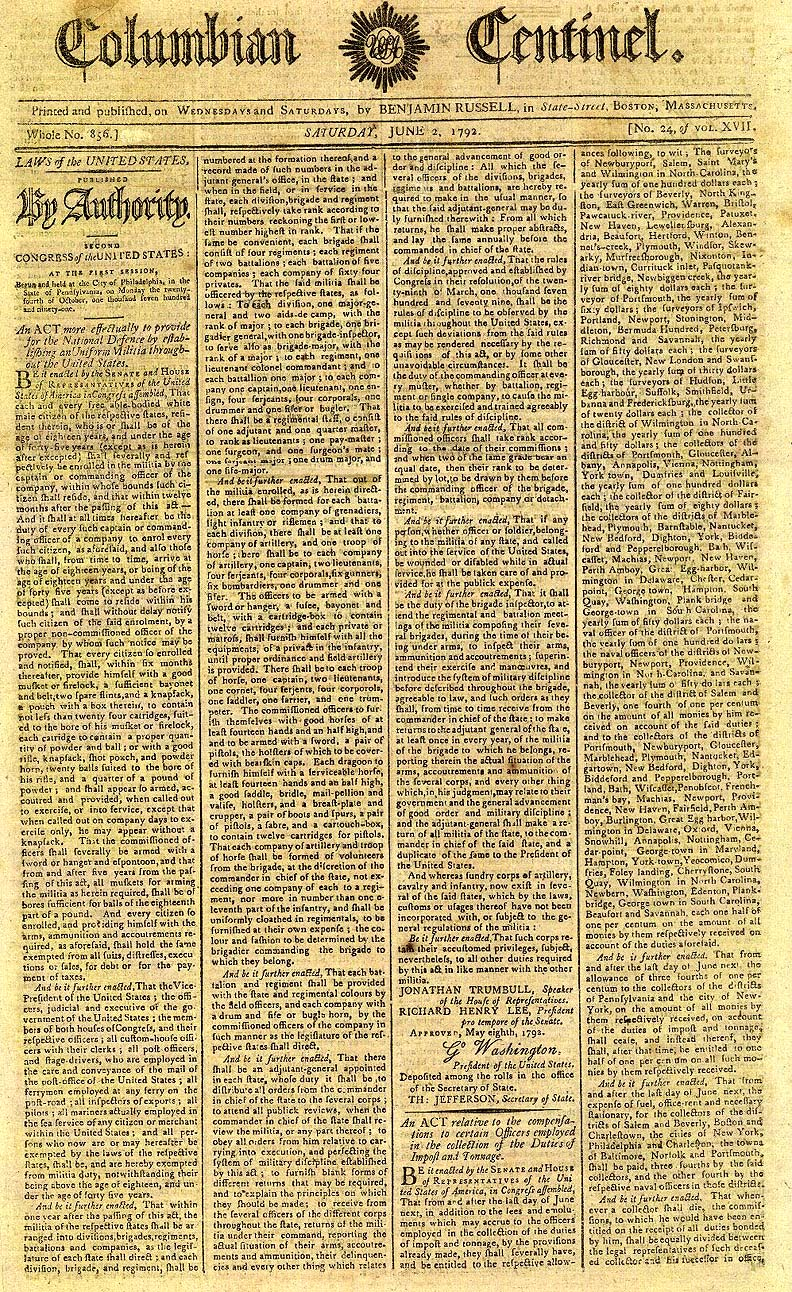
1792년 제2차 민병대법을 발표하는 신문 1면.

1792년 제2차 민병대법은 1792년 5월 8일에 통과되었으며, 주 민병대의 조직과 18세에서 45세 사이의 모든 "자유롭고 건장한 백인 남성 시민"의 징병제를 규정했다.
 ... 각 주의 모든 자유롭고 건장한 백인 남성 시민 중 해당 주에 거주하며 18세 이상 45세 미만인 자 (이하 예외 조항에 명시된 자는 제외)는 각자의 거주지 내 중대장 또는 지휘관에 의해 개별적으로 민병대에 등록되어야 한다 ...
민병대원은 머스킷, 총검과 벨트, 예비 부싯돌 2개, 최소 24개의 적절한 탄약통을 담을 수 있는 상자, 그리고 배낭을 갖추어야 했다. 대안으로, 등록된 모든 사람은 소총, 화약통, 0.25파운드의 화약, 20개의 소총알, 산탄 주머니, 그리고 배낭을 직접 마련해야 했다. 의회 의원, 역마차 운전사, 나룻배 사공 등 일부 직업에는 면제가 적용되었다.
민병대는 주 의회가 지시하는 대로 "사단, 여단, 연대, 대대, 그리고 중대"로 나뉘었다. 침략 또는 법 집행 방해의 경우 대통령의 민병대 소집을 규율하는 제1차 법의 조항들은 제2차 법에서도 계속되었다. 이 법은 명령에 불복종하는 민병대원에 대한 군법회의 절차를 승인했다.

## 사용 및 후속 개정
조지 워싱턴은 1794년에 (1792년 법이 만료되기 직전에) 서부 펜실베이니아의 위스키 반란을 진압하기 위해 민병대를 소집한 최초의 대통령이었다. 워싱턴은 1794년 8월 7일, 이 법을 발동하여 반란을 진압하기 위해 13,000명의 민병대원을 소집하는 포고령을 발표했다.
의회는 1795년 민병대법을 통과시켰는데, 이 법은 대체로 만료된 1792년 법의 조항들을 반영했지만, 대통령의 민병대 소집 권한을 영구화했다.
1808년 민병대법은 주 민병대에 무기와 장비를 위한 자금을 제공했다. 1795년 민병대법은 다시 1862년 민병대법에 의해 개정되어 아프리카계 미국인이 민병대에서 복무할 수 있도록 허용했다.
1792년 및 1795년 법은 주 대 연방 민병대 통제 문제 해결을 미뤄두었다. 결과적으로 연방 정부는 국가 방어를 위해 민병대에 지속적으로 의존할 수 없었다. 예를 들어, 미영 전쟁 중 뉴욕주 민병대원들은 캐나다의 영국군에 대한 작전에 참여하기를 거부했는데, 자신들의 유일한 책임은 고향 주를 방어하는 것이라고 주장했다. 또 다른 경우, 버몬트주 주지사는 플래츠버그 전투에서 주 민병대를 철수시키려 했으나 실패했는데, 이들이 버몬트주 밖에서 활동하는 것은 불법이라고 주장했다.
결과적으로, 미영 전쟁을 시작으로 연방 정부는 정규군의 규모를 확장해야 할 때 "자원병" 부대를 창설하게 되었다. 이 자원병 부대는 민병대가 아니었지만, 종종 전체 민병대 부대가 집단으로 자원하여 구성되었으며 정규군의 일부도 아니었다. 그러나 이들은 직접적인 연방 통제하에 들어왔다. 이 해결책은 멕시코-미국 전쟁 (1846~48) 동안에도 사용되었고, 남북 전쟁 (1861~65) 동안 북군에서도 사용되었다. 일부 자원병 부대는 미국-스페인 전쟁 (1898) 동안에도 조직되었다. 연방 정부는 또한 집단으로 자원하여 자원병 부대로 인정된 여러 주 방위군 부대를 동원했다.
1795년 법은 1903년 민병대법에 의해 대체되었으며, 이 법은 미국 국가방위대를 미국 조직군 예비역의 주요 기관으로 확립했다.

## 같이 보기
- 1808년 민병대법
- 1878년 포세 코미타투스 법
- 1903년 민병대법
- 군사 평화 수립법